# Faedoria campestris
Faedoria campestris är en tvåvingeart som beskrevs av Robineau-desvoidy 1863. Faedoria campestris ingår i släktet Faedoria och familjen parasitflugor.
Artens utbredningsområde är Frankrike. Inga underarter finns listade i Catalogue of Life.